# Histura bicornigera
Histura bicornigera är en fjärilsart som beskrevs av Józef Razowski 1984. Histura bicornigera ingår i släktet Histura och familjen vecklare. Inga underarter finns listade i Catalogue of Life.